# Komiaviatrans
Komiaviatrans (russe : Комиавиатранс) est une compagnie aérienne régionale russe, qui assure essentiellement des vols intérieurs depuis la République des Komis. Son siège est situé à Syktyvkar.

## Destinations
Komiavaiatrans propose les destinations suivantes (en mai 2015) :
Oblast d'Arkhangelsk
- Arkhangelsk - Aéroport Talagi
- Kotlas - Aéroport de Kotlas (en)

Oblast d'Astrakhan
- Astrakhan - Aéroport Narimanovo[3]

Bachkirie
- Oufa - Aéroport international d'Oufa

Oblast de Kalouga
- Kalouga - Aéroport Grabtsevo (en)[4]

République des Komis
- Inta - Aéroport d'Inta (en)
- Koslan - Aéroport de Koslan
- Petchora - Aéroport de Petchora (en)
- Syktyvkar - Aéroport de Syktyvkar (en) base
- Troïtsko-Petchorsk - Aéroport de Troïtsko-Petchorsk
- Oukhta - Aéroport d'Oukhta (en)
- Oussinsk - Aéroport d'Oussinsk (en)
- Ust-Tsilma - Aéroport d'Ust-Tsilma (en)
- Vorkouta - Aéroport de Vorkouta (en)
- Vouktyl - Aéroport de Vouktyl (en)

Moscou / Oblast de Moscou
- Aéroport de Moscou-Domodedovo

Kraï de Krasnodar
- Anapa - Aéroport d'Anapa saisonnier
- Krasnodar - Aéroport international de Krasnodar saisonnier
- Sotchi - Aéroport international de Sotchi saisonnier

Saint-Pétersbourg / Oblast de Léningrad
- Aéroport international Pulkovo

Oblast de Samara
- Samara - Aéroport international de Kurumoch

Oblast de Saratov
- Saratov - Aéroport de Saratov[3]

Kraï de Stavropol
- Mineralnye Vody - Aéroport de Mineralnye Vody

Oblast de Sverdlovsk
- Iekaterinbourg - Aéroport Koltsovo

## Flotte
En mai 2015, la flotte de Komiaviatrans comprenait les appareils suivants :
| Appareil           | En service | Commandes | Places | Notes |
| ------------------ | ---------- | --------- | ------ | ----- |
| Embraer ERJ 145    | 4          | 2         | 50     | [ 5 ] |
| Let L-410 Turbolet | 4          | —         | 15     |       |